# Cirsium eriophorum
Cirsium eriophorum (cardo lanudo) es una especie de planta fanerógama perteneciente a la familia de las  asteráceas.

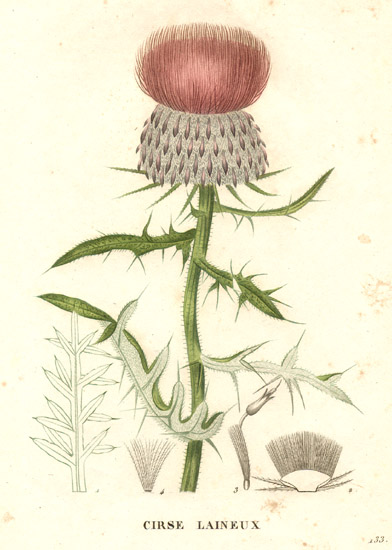
Ilustración

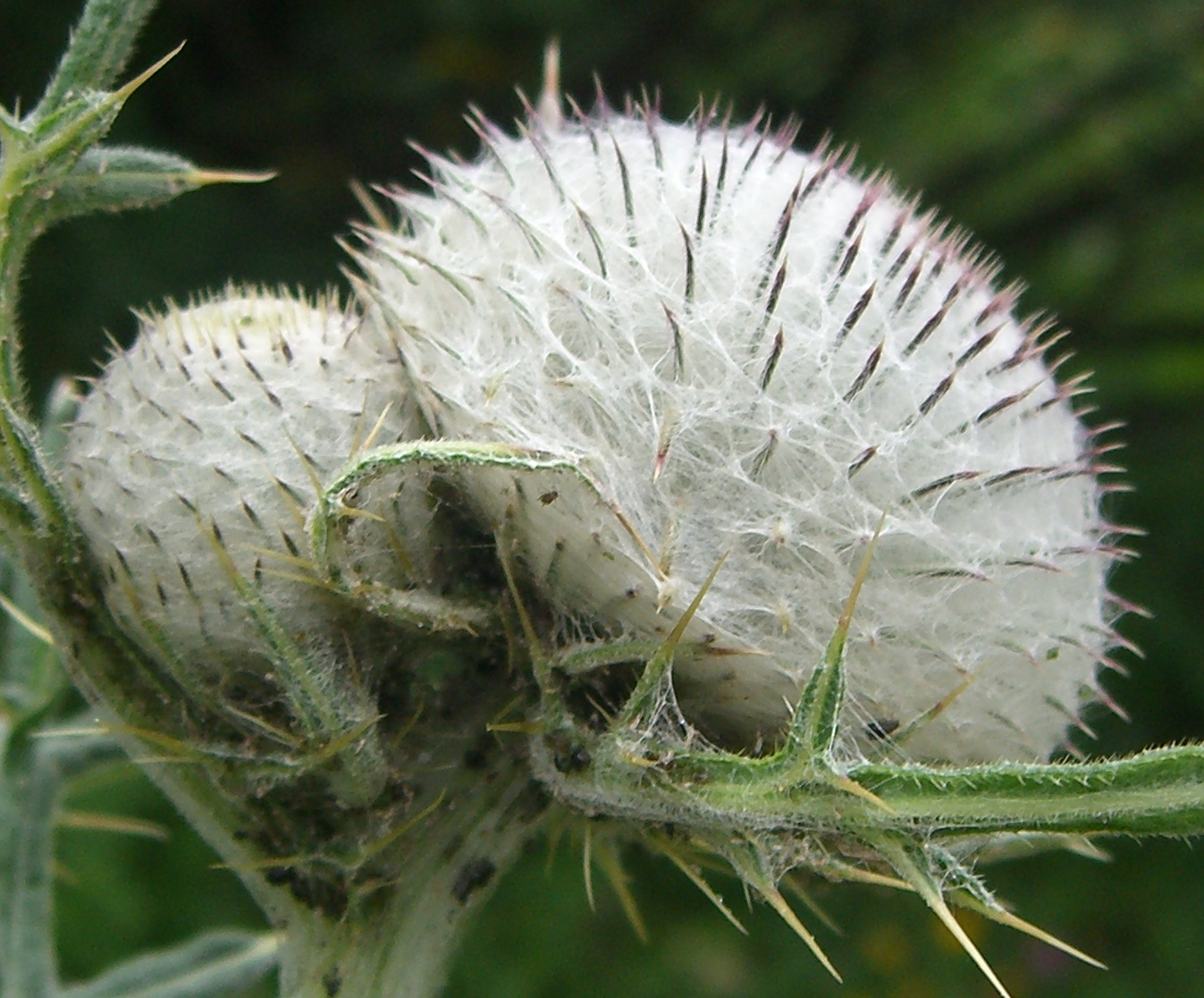
Detalle

## Descripción
Es una planta bienal de hojas lobuladas y espinosas con flores hermafroditas tubulares terminales en tallo erecto con las inflorescencias en capítulos simples o en racimos,  perteneciente a la familia Asteraceae. Es nativa del centro de Europa. Se encuentra también en la península ibérica

## Hábitat
Sobre suelos arcillosos y limosos, de frescos a moderadamente secos, ricos en nutrientes y en bases, calcáreos y humosos, en prados, tierras sin labor, arcenes, riberas y senderos de los bosques.

## Taxonomía
Cirsium eriophorum fue descrita por (Carlos Linneo) Scop. y publicado en Fl. Carniol., ed. 2. 2: 130. 1772
Etimología
Cirsium: nombre genérico que deriva de la palabra griega: kirsos = varices ;  de esta raíz deriva el nombre kirsion, una palabra que parece servir para identificar una planta que se utiliza para el tratamiento de este tipo de enfermedad. De kirsion, en los tiempos modernos, el botánico francés Tournefort (1656 - 708) ha derivado el nombre Cirsium del género.
eriophorum: epíteto latino que significa "lanudo".
Sinonimia
- Cirsium chatenieri Legrand
- Cirsium vandasii Petr.
- Cnicus eriophorus (L.) Roth[3]
- Carduus eriophorus L.
- Carduus spurius L.
- Carduus tomentosus Gilib.
- Carthamus ferox Lam.
- Cirsium chodatii Barb.-Gamp.
- Cirsium corbariense var. costae Sennen & Pau ex Sennen
- Cirsium dinaricum Vandas
- Cirsium eriocephalum Wallr.
- Cirsium insubricum Moretti ex Bertol.
- Cirsium oviforme Gand.
- Cirsium proponticum Griseb.
- Cirsium velenowskyi Vandas
- Cnicus cinaroides Sm.
- Cnicus spinosissimus M.Bieb.
- Epitrachys propontica K.Koch[4]

## Nombres comunes
Cardo, cardo borriquero, cardo burriquiego, cardo lanudo, corona de fraile.